# Hypericum jahnii
Hypericum jahnii är en johannesörtsväxtart som beskrevs av Robert Keller. Hypericum jahnii ingår i släktet johannesörter, och familjen johannesörtsväxter. Inga underarter finns listade i Catalogue of Life.